# 斯特靈勳爵威廉·亞歷山大
威廉·亞歷山大（英語：William Alexander，1726年12月25日—1783年1月15日），自稱斯特靈勳爵（英語：Lord Stirling），美國獨立戰爭時期大陸軍將領。
亞歷山大生於1726年紐約市，家境優厚。亞歷山大的父親詹姆士（James Alexander）是蘇格蘭軍人及律師，在第一次詹姆士黨人叛亂期間支持斯圖亞特王朝，兵敗後逃亡北美。不過，詹姆士同時又是鎮壓叛亂的英軍指揮官、第二代阿蓋爾公爵的朋友。在公爵的支持下，詹姆士成為紐約市的政商要人，擁有大量土地及財產。後來詹姆士因反對紐約省總督威廉·科斯比的政策，而與朋友曾格在《紐約新聞周報》（New York Weekly Journal）撰文攻擊，最終引發曾格案件。
亞歷山大在美國獨立戰爭前一直過著望族生活。他娶了威廉·利文斯頓的姐妹為妻，又曾經擔任新澤西州的量地官，後來又獲選為新澤西議會代表。亞歷山大同時涉足奴隸貿易、製鐵工業及土地炒賣，但因投資失利及揮霍過度，到1760年代已面臨財政困難。亞歷山大又曾在法國印第安戰爭中擔任麻薩諸塞灣殖民地總督威廉·雪利的副將，出征尼亞拉瓜。
亞歷山大在1757年曾經到蘇格蘭爭取確認為第五代斯特靈伯爵的繼承人，並在1759年獲蘇格蘭上議院確認，但被英國上議院在1762年否決。然而亞歷山大一生都自稱為斯特靈勳爵，而北美的居民也通常以斯特靈勳爵稱呼亞歷山大。後來北美殖民地與英國的關係逐漸緊張，但亞歷山大一直沒有公開表態。由於他與英國貴族的關係密切，時人多估計亞歷山大會投身效忠派一方。不過1775年列星頓和康科德戰役後，亞歷山大卻選擇加入美國革命，成為大陸軍一名上校。亞歷山大政治立場的轉變原因，仍然眾說紛紜。
亞歷山大在1776年獲大陸議會任命為准將，以驍勇善戰見稱，深得喬治·華盛頓的信任。亞歷山大在長島會戰中率領「馬利蘭州四百死士」抵抗英軍，最後兵敗被俘，使他一戰成名。後來亞歷山大透過戰俘交換回到大陸軍，並陞任少將。他隨軍撤退到新澤西州，再在特倫頓戰役中指揮軍隊攻城。1777年亞歷山大參與了多場費城戰役的重要戰鬥，包括白蘭地酒戰役、日耳曼鎮戰役及蒙茅斯战役。除此以外，亞歷山大又在兩場軍事法庭中參與審訊，包括查理斯·李將軍在蒙茅斯戰役失職一案；以及班奈狄克·阿諾德通敵的中間人、英國中校約翰·安德烈應屬戰俘抑或間諜一案。當華盛頓在1781年率軍南下約克鎮時，亞歷山大更短暫獲任為北方軍隊的總司令，駐守奧爾巴尼，防止英軍南侵。然而亞歷山大又以酗酒見稱，使他飽受痛風之苦。1783年亞歷山大在戰爭結束前夕於奧爾巴尼病死。